# Cianoacetilè
El cianoacetilè és un compost orgànic amb la fórmula química C
3HN o H-C≡C-C≡N. És el cianopoliinè més senzill. El cianoacetilè ha estat detectat per mètodes d'espectrometria de masses en els núvols interestel·lars, en la coma del cometa Hale-Bopp i en l'atmosfera d'una de les llunes de Saturn Tità.
El cianoacetilè és una de les molècules que es produeixen en l'experiment de Miller-Urey.